# Pepsi CD
Pepsi CD – minialbum Shakiry zawierający utwory z reklam Pepsi z 2003 roku.

## Lista utworów
- "Knock On My Door"
- "Pideme el Sol"
- "Ask for More"
- "Pide Mas"
- "Ask for More" (wersja instrumentalna)